# جاكي كلاين
جاكي كلاين (بالإنجليزية: Jackie Cline)‏ هو لاعب كرة قدم أمريكية أمريكي، ولد في 13 مارس 1960 في كانساس سيتي في الولايات المتحدة.